# Monasterio de Santa María de Trianos
42°25′37″N 5°01′50″O / 42.4268842, -5.0306506

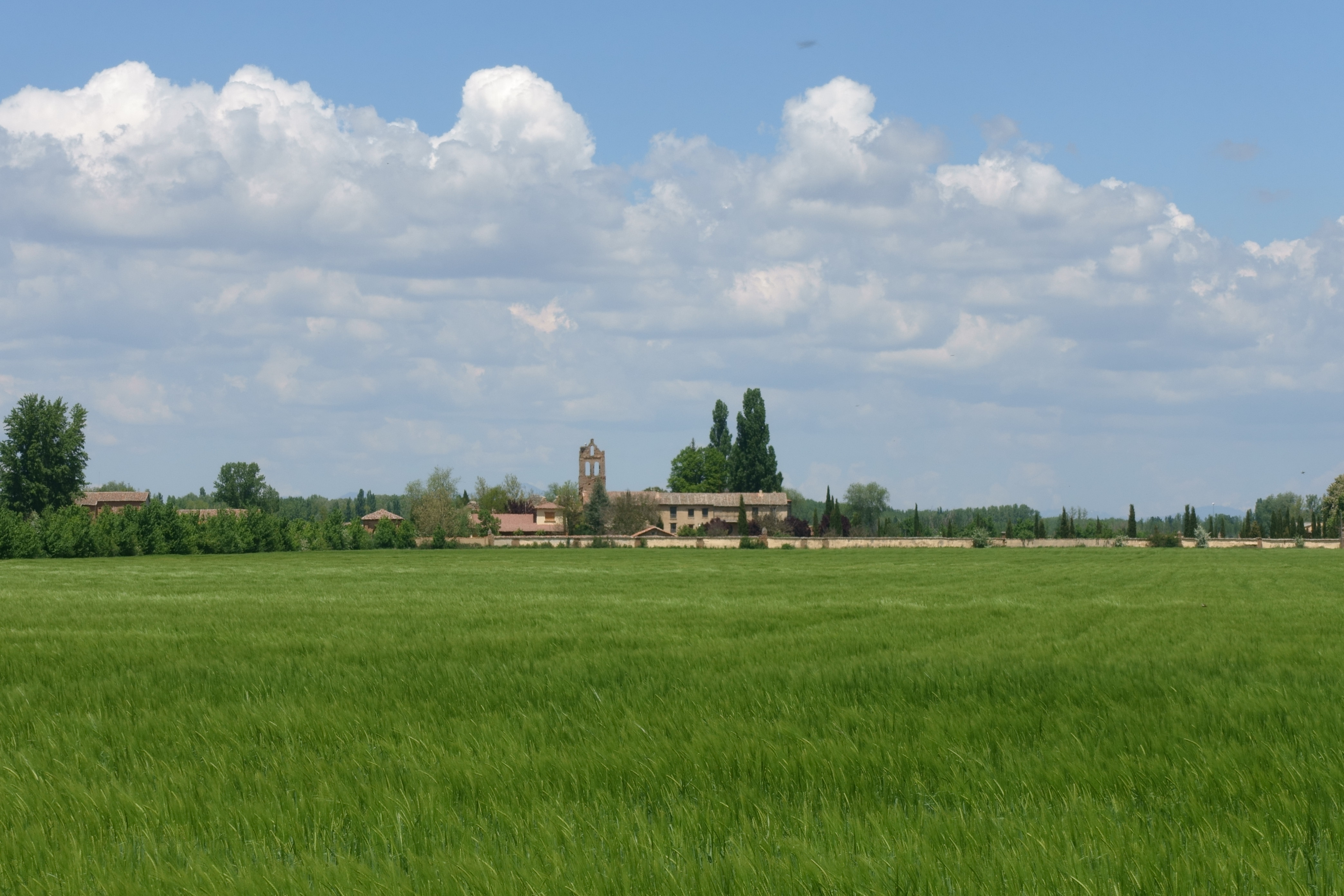
Vista general

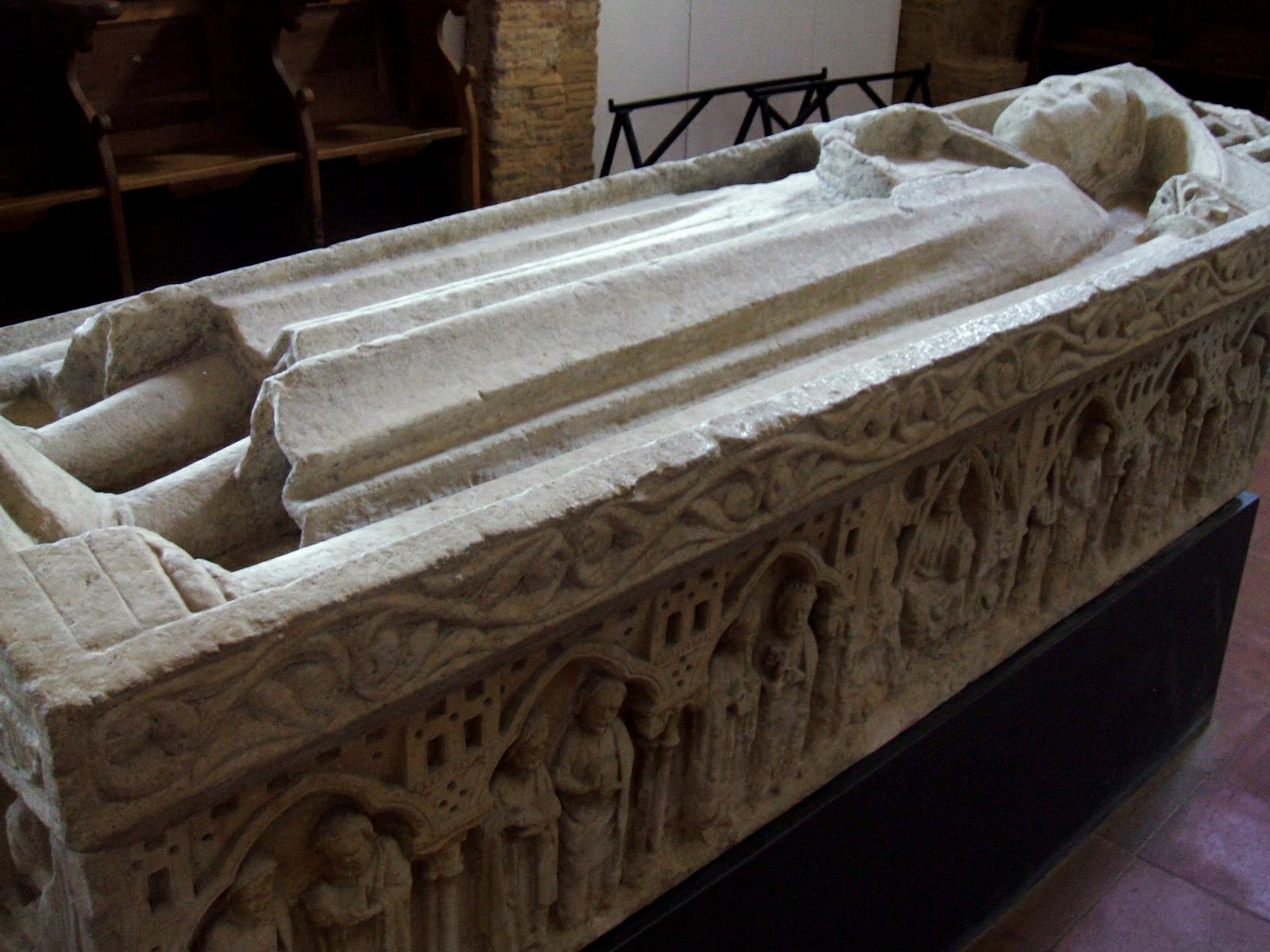
Sepulcro gótico del del desaparecido Monasterio de Santa María de Trianos, hoy en la iglesia de San Tirso de Sahagún (León)

Las ruinas del monasterio de Santa María de Trianos, entre Villapeceñil y Villamol (provincia de León, España), constituyen una muestra de gran valor histórico de conjunto arquitectónico desaparecido.
Situadas al sudeste de la provincia de León, a poco más de cinco kilómetros al norte de Sahagún, en la fértil vega del río Cea, su proximidad al monasterio de San Benito de Sahagún, relega a este centro monástico, encomendado desde un principio a la modesta orden de los Canónigos Regulares de San Agustín, a una categoría secundaria, dentro del panorama histórico.
Las escasas referencias bibliográficas existentes sobre el monasterio, develan un monasterio modesto, pero directamente colocado bajo el patrocinio de los reyes de León y de la Santa Sede.

## Historia
Aunque es difícil precisar la fecha de su fundación, habrá sido antes de 1125 según se deduce de una bula papal expedida por Honorio II el 7 de diciembre de ese año donde nombra al abad y al prior de Trianos. Frecuentemente se ha atribuido la fundación al noble de Tierra de Campos Tello Pérez de Meneses quien en 1185, junto con su esposa Gontrodo García y sus hijos, hizo una donación al cenobio de sus propiedades en Trianos, Villacreces, Tordellos, San Nicolás del Real Camino y Fresno en la cual se cita textualmente que el monasterio ya existía con anterioridad a esta fecha, donación confirmada por el abad Esteban. Él y sus descendientes fueron benefactores del monasterio al que concedieron numerosas donaciones. 
Su decadencia comienza a producirse en la primera mitad del siglo XV. En 1519, se estableció en Trianos la primera comunidad de Dominicos, dedicados a la enseñanza de Humanidades, Filosofía y Teología, creándose cátedras que adquirieron cierto prestigio tanto en León, como fuera de la provincia. Su final se produce con la desamortización de 1835.

## Restos arquitectónicos
El complejo de Trianos se encuentra circunscrito en un rectángulo perfectamente dibujado en el parcelario actual, de unos 250 metros en sentido este-oeste, por 150 metros norte-sur, que acaso pudiera seguir las trazas de la primitiva cerca monástica.
Según la descripción realizada a principios de este siglo por Gómez Moreno, en el catálogo monumental de la provincia de León, la obra medieval se reduce exclusivamente a la cabecera de la iglesia, siendo el crucero y el resto de la iglesia obra del siglo XVI.
En la actualidad, la única construcción parcialmente conservada del complejo monástico es la iglesia, a la que se adosan varias construcciones recientes, siguiendo el brazo sur del crucero y apoyándose en el costado meridional de la misma, que enmascaran la obra primitiva. Las bóvedas se encuentran hundidas, pero la cabecera conserva todavía alzados importantes.
Las restantes edificaciones se encuentran prácticamente arruinadas. Existen restos de salas monásticas, que conservan decoración mural, alguna de las cuales pudiera identificarse como la Sala Capitular. A unos doscientos metros, al noroeste, del conjunto se conservan en buen estado los dos molinos del monasterio, levantados sobre la presa «del molino de Trianos», que desvía el agua del río Cea.
Actualmente tanto el monasterio como el molino son de propiedad particular.